# 克利夫蘭 (北卡羅萊納州)
克利夫蘭（英語：Cleveland）是一個位於美國北卡羅萊納州羅恩縣的城鎮。

## 人口
根據2020年美國人口普查的數據，克利夫蘭的面積為3.98平方千米，皆為陸地。當地共有人口846人，而人口密度為每平方千米213人。